# Dowelltown
Dowelltown é uma cidade  localizada no estado norte-americano de Tennessee, no Condado de DeKalb.

## Demografia
Segundo o censo norte-americano de 2000, a sua população era de 302 habitantes.
Em 2006, foi estimada uma população de 316, um aumento de 14 (4.6%).

## Geografia
De acordo com o United States Census Bureau tem uma área de
2,0 km², dos quais 2,0 km² cobertos por terra e 0,0 km² cobertos por água.

## Localidades na vizinhança
O diagrama seguinte representa as localidades num raio de 20 km ao redor de Dowelltown.